# Mercedes-AMG F1 W09 EQ Power+
Der Mercedes-AMG F1 W09 EQ Power+ war der Formel-1-Rennwagen des Mercedes-Werksteams für die Formel-1-Weltmeisterschaft 2018. Er ist der zehnte Mercedes-Formel-1-Rennwagen insgesamt und der neunte der modernen Ära. Er wurde am 22. Februar 2018 in Silverstone präsentiert. Die Bezeichnung F1 W09 EQ Power+ steht für Mercedes F1, das bei Mercedes-Benz traditionell nummerierte W für Wagen sowie die beworbene Submarke von Mercedes-Benz für Elektromobilität und Plug-in-Hybride (EQ Power).
Für die Entwicklung des Fahrzeugs zeichnete als Technischer Direktor James Allison gesamtverantwortlich. Angetrieben wurde der Rennwagen von dem weiterentwickelten 1,6-Liter-V6-Turbo-Hybridmotor von Mercedes AMG HPP aus der Vorsaison.
Mit dem F1 W09 EQ Power+ konnte das Mercedes-Werksteam beide Weltmeistertitel erneut verteidigen. Lewis Hamilton wurde zum insgesamt fünften Mal Fahrerweltmeister. Insgesamt gelangen mit dem Wagen elf Grand-Prix-Siege, alle davon durch Hamilton eingefahren. Teamkollege Valtteri Bottas erreichte als bestes Ergebnis siebenmal den zweiten Rang.

## Technik und Entwicklung
Der W09 EQ Power+ ist das Nachfolgemodell des Mercedes-AMG F1 W08 EQ Power+. Da das technische Reglement zur Saison 2018 weitgehend stabil blieb, ist das Fahrzeug größtenteils eine Weiterentwicklung. Die wichtigsten Regeländerungen betrafen das aus Sicherheitsgründen im gesamten Feld neu vorgeschriebene Halo-System, das zu einem Anstieg des Mindestgewichts auf 733 kg führte, sowie das Verbot der auffälligen Finne an der Motorabdeckung. 
Der W09 wurde von dem bewährten Ingenieursteam um Aldo Costa, John Owen, Mike Elliott und Loic Serra unter der Leitung des Technischen Direktors James Allison entwickelt.

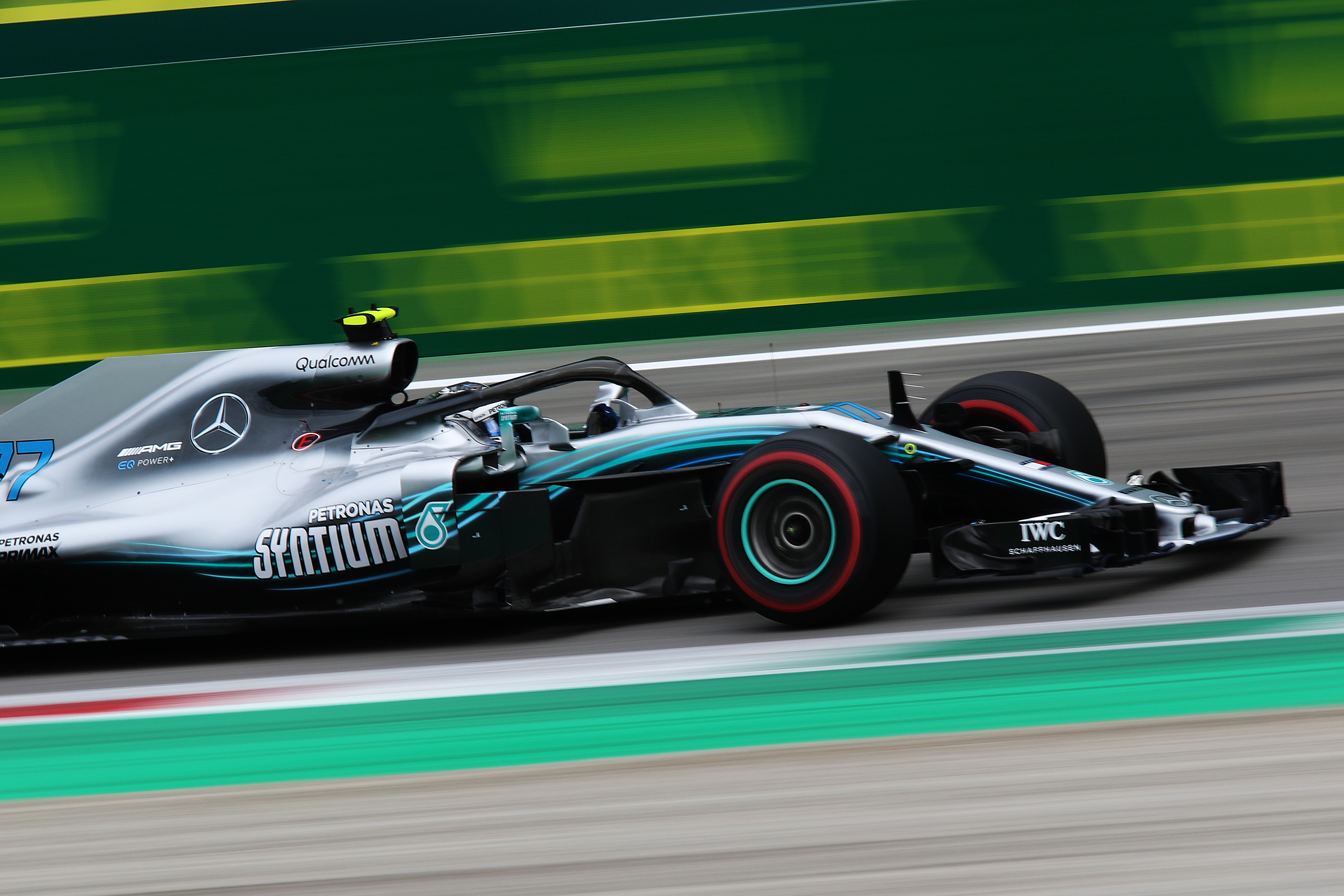
Der F1 W09 mit dem 2018 neu eingeführten Halo-System über dem Fahrercockpit

Wie alle Formel-1-Fahrzeuge des Jahrgangs 2018 ist der F1 W09 EQ Power+ ein hinterradangetriebener Monoposto mit einem Monocoque aus kohlenstofffaserverstärktem Kunststoff (CFK). Neben dem Monocoque bestehen viele weitere Teile des Fahrzeugs, darunter die Verkleidung und Flügel aus CFK. Auch die Bremsscheiben sind aus einem hitzebeständigen kohlenstofffaserverstärktem Verbundmaterial. Die Einsatzreifen während der Saison 2018 stammten von Einheitslieferant Pirelli.
Angetrieben wird der W09 EQ Power+ vom Mercedes-AMG F1 M09 EQ Power+, der in der Fahrzeugmitte montiert ist, einem abgasturboaufgeladenen 1,6-Liter-V6-Motor mit vier obenliegenden Nockenwellen von Mercedes-AMG mit zusätzlichem einstufigem Kompressor, sowie einem 120 kW starken Elektromotor. Es handelte sich um die 2018er Ausbaustufe des seit 2014 verwendeten Formel-1-Motors von Mercedes. Die Kraft überträgt ein sequentielles, mit Schaltwippen betätigtes Achtganggetriebe.
Die Gesamtbreite des Fahrzeugs beträgt 2000 mm, die Breite zwischen Vorder- und Hinterachse 1600 mm, die Höhe 950 mm. Der Frontflügel hat eine Breite von 1800 mm, der Heckflügel von 950 mm sowie eine Höhe von 800 mm. Der Diffusor hat eine Gesamthöhe von 175 mm und eine Breite von 1050 mm. Der Wagen ist mit 305 mm breiten Vorderreifen und mit 405 mm breiten Hinterreifen vom Einheitslieferanten Pirelli ausgestattet, die auf 13-Zoll-Rädern montiert sind.
Mercedes setzte weiterhin auf einen langen Radstand und eine geringe Anstellung des Autos zum Heck hin. Auf der Mehrzahl der Strecken stellte sich die lange Bauform im Vorjahr als aerodynamischer Vorteil heraus. Außerdem musste das Team gegen Ende der Vorsaison aufgrund des WM-Kampfs mit Ferrari parallel am W08 und dem neuen W09 entwickeln, was eine umfangreiche Konzeptänderung über den Winter erschwert hätte. So konzentrierte sich das Team auf aerodynamisches Feintuning und Änderungen an der Aufhängungskinematik, vorrangig mit dem Ziel das Reifenmanagement zu erleichtern und das Fahrverhalten zu verbessern.
Der Rennwagen verfügte, wie alle Formel-1-Fahrzeuge seit 2011, über DRS.

## Lackierung und Sponsoring
Der Mercedes-AMG F1 W09 EQ Power+ war in Anlehnung an die Mercedes-Silberpfeile überwiegend silberfarbig lackiert. Zusätzlich gab es wegen des Hauptsponsors Petronas und in Anlehnung an die vier in Folge gewonnenen Herstellerweltmeisterschaften seitlich vier cyanfarbene Streifen über die gesamte Länge des Fahrzeugs sowie schwarze Akzente.
Auf dem Fahrzeug warben neben der Daimler AG (mit der Marke Mercedes-AMG) und Petronas auch noch Epson, Pirelli, Qualcomm, Tommy Hilfiger und der Verpackungshersteller Wihuri.

## Fahrer
Mercedes trat wie in der Vorsaison mit dem Fahrerduo Valtteri Bottas und Lewis Hamilton an. Während Hamilton bereits seine sechste Saison im Werksteam bestritt, fuhr Bottas seine zweite. 

## Saisonverlauf

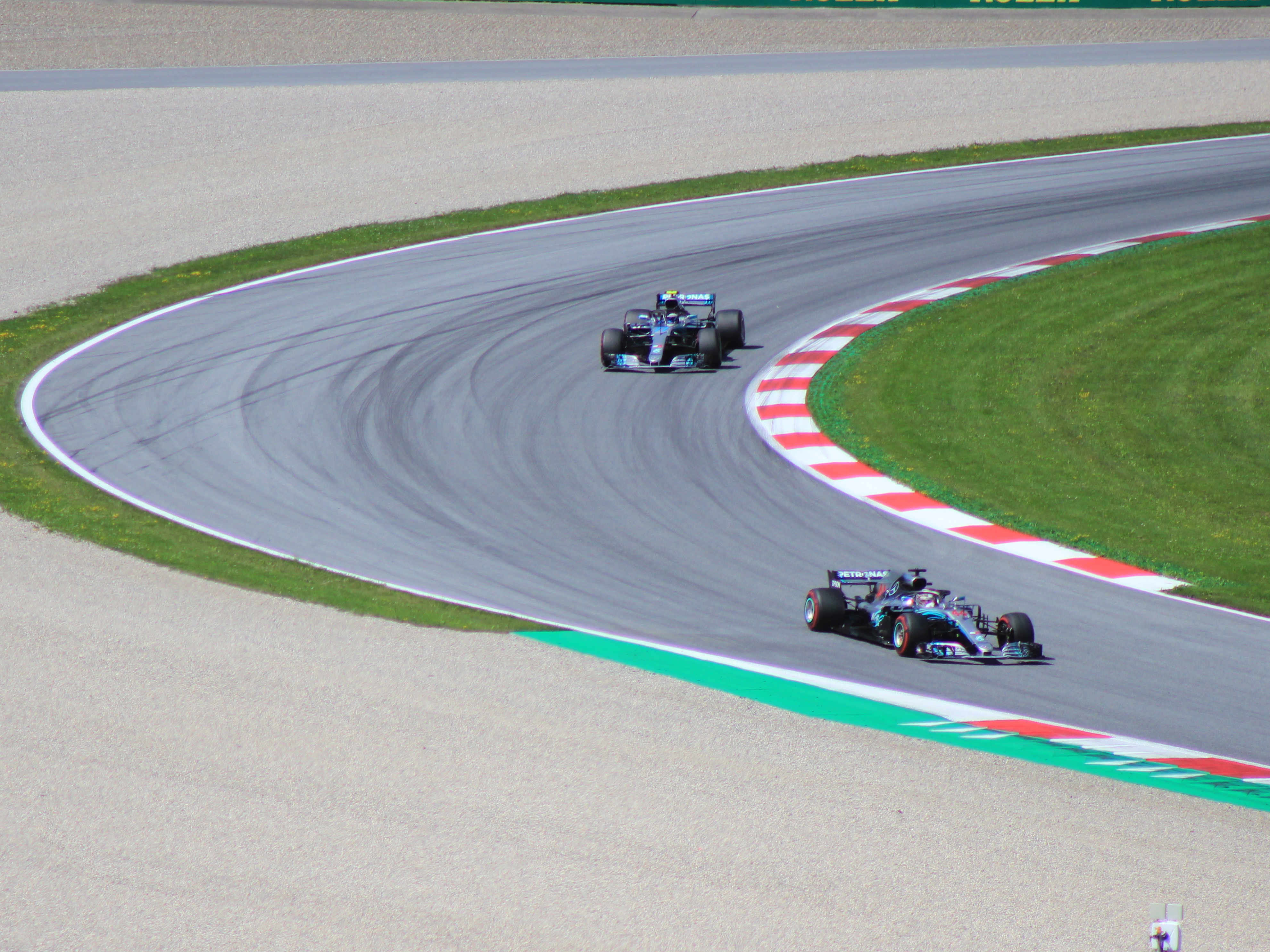
Rennszene mit Hamilton vor Bottas beim Österreich-GP

In der ersten Saisonhälfte zeigte sich, dass mit Ferrari starke Konkurrenz im WM-Kampf aufkam. Ferrari startete in Australien und Bahrain mit zwei Siegen in die Saison und stellte in der ersten Saisonhälfte insgesamt das schnellere Paket, punktete vor allem in Bezug auf das Reifenmanagement und den Topspeed.
Erst beim Europaauftakt in Baku und anschließend in Barcelona konnte das Team mit Hamilton die ersten Rennen gewinnen.
Der Deutschland-GP auf dem Hockenheimring stellte einen Wendepunkt in der WM dar, da der WM-Führende Vettel im Ferrari nach Fahrfehler ausschied und Hamilton vor Bottas gewinnen konnte. Durch den Doppelsieg übernahm Mercedes beide WM-Führungen.
Nach der Sommerpause konnte Mercedes den W09 entscheidend weiterentwickeln, während Ferrari durch technische, taktische und fahrerische Fehler Punkte abgab und in der WM zurückfiel. Vettel konnte in Belgien noch gewinnen, doch Hamilton schlug in Italien, Singapur, Russland und Japan mit Siegen zurück. Nach dem Rennen in Suzuka hatte er in der Weltmeisterschaft 67 Zähler Vorsprung.
Als sich in den letzten Saisonrennen auch Red Bull wieder siegfähig präsentierte, standen die Entscheidungen in der Weltmeisterschaft bereits fest. In Mexiko wurde Hamilton mit einem vierten Platz vorzeitig Weltmeister. Auch das Team konnte seinen Titel aus dem Vorjahr erneut verteidigen.
Lewis Hamilton wurde mit 408 Punkten Weltmeister und Valtteri Bottas Gesamtfünfter. Es gelangen 2018 insgesamt 13 Pole-Positions und elf Grand-Prix-Siege.

## Ergebnisse
| Fahrer                          | Nr.                             | 1 | 2 | 3 | 4   | 5 | 6 | 7 | 8 | 9   | 10 | 11 | 12 | 13 | 14 | 15 | 16 | 17 | 18 | 19 | 20 | 21 | Punkte | Rang |
| ------------------------------- | ------------------------------- | - | - | - | --- | - | - | - | - | --- | -- | -- | -- | -- | -- | -- | -- | -- | -- | -- | -- | -- | ------ | ---- |
| Formel-1-Weltmeisterschaft 2018 | Formel-1-Weltmeisterschaft 2018 |   |   |   |     |   |   |   |   |     |    |    |    |    |    |    |    |    |    |    |    |    | 655    | 1.   |
| L. Hamilton                     | 44                              | 2 | 3 | 4 | 1   | 1 | 3 | 5 | 1 | DNF | 2  | 1  | 1  | 2  | 1  | 1  | 1  | 1  | 3  | 4  | 1  | 1  | 655    | 1.   |
| V. Bottas                       | 77                              | 8 | 2 | 2 | 14* | 2 | 5 | 2 | 7 | DNF | 4  | 2  | 5  | 4  | 3  | 4  | 2  | 2  | 5  | 5  | 5  | 5  | 655    | 1.   |

| Legende  | Legende            | Legende                                                          |
| Farbe    | Abkürzung          | Bedeutung                                                        |
| -------- | ------------------ | ---------------------------------------------------------------- |
| Gold     | –                  | Sieg                                                             |
| Silber   | –                  | 2. Platz                                                         |
| Bronze   | –                  | 3. Platz                                                         |
| Grün     | –                  | Platzierung in den Punkten                                       |
| Blau     | –                  | Klassifiziert außerhalb der Punkteränge                          |
| Violett  | DNF                | Rennen nicht beendet (did not finish)                            |
| Violett  | NC                 | nicht klassifiziert (not classified)                             |
| Rot      | DNQ                | nicht qualifiziert (did not qualify)                             |
| Rot      | DNPQ               | in Vorqualifikation gescheitert (did not pre-qualify)            |
| Schwarz  | DSQ                | disqualifiziert (disqualified)                                   |
| Weiß     | DNS                | nicht am Start (did not start)                                   |
| Weiß     | WD                 | zurückgezogen (withdrawn)                                        |
| Hellblau | PO                 | nur am Training teilgenommen (practiced only)                    |
| Hellblau | TD                 | Freitags-Testfahrer (test driver)                                |
| ohne     | DNP                | nicht am Training teilgenommen (did not practice)                |
| ohne     | INJ                | verletzt oder krank (injured)                                    |
| ohne     | EX                 | ausgeschlossen (excluded)                                        |
| ohne     | DNA                | nicht erschienen (did not arrive)                                |
| ohne     | C                  | Rennen abgesagt (cancelled)                                      |
| ohne     | keine WM-Teilnahme |                                                                  |
| sonstige | P/fett             | Pole-Position                                                    |
| sonstige | 1/2/3/4/5/6/7/8    | Punktplatzierung im Sprint-/Qualifikationsrennen                 |
| sonstige | SR/kursiv          | Schnellste Rennrunde                                             |
| sonstige | *                  | nicht im Ziel, aufgrund der zurückgelegten Distanz aber gewertet |
| sonstige | ()                 | Streichresultate                                                 |
| sonstige | unterstrichen      | Führender in der Gesamtwertung                                   |

## Galerie

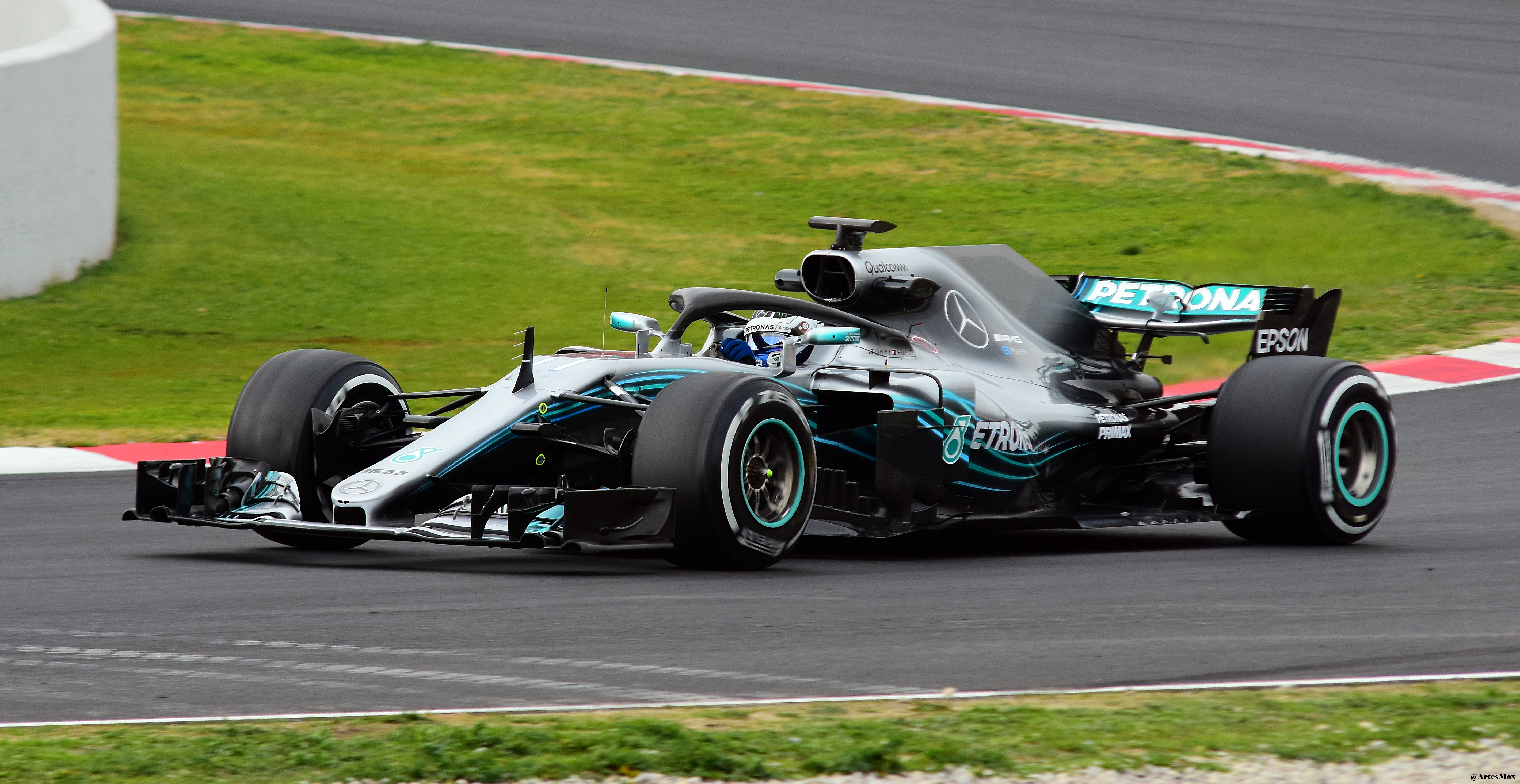
Bottas im F1 W09 EQ Power+ bei Testfahrten vor der Saison in Barcelona
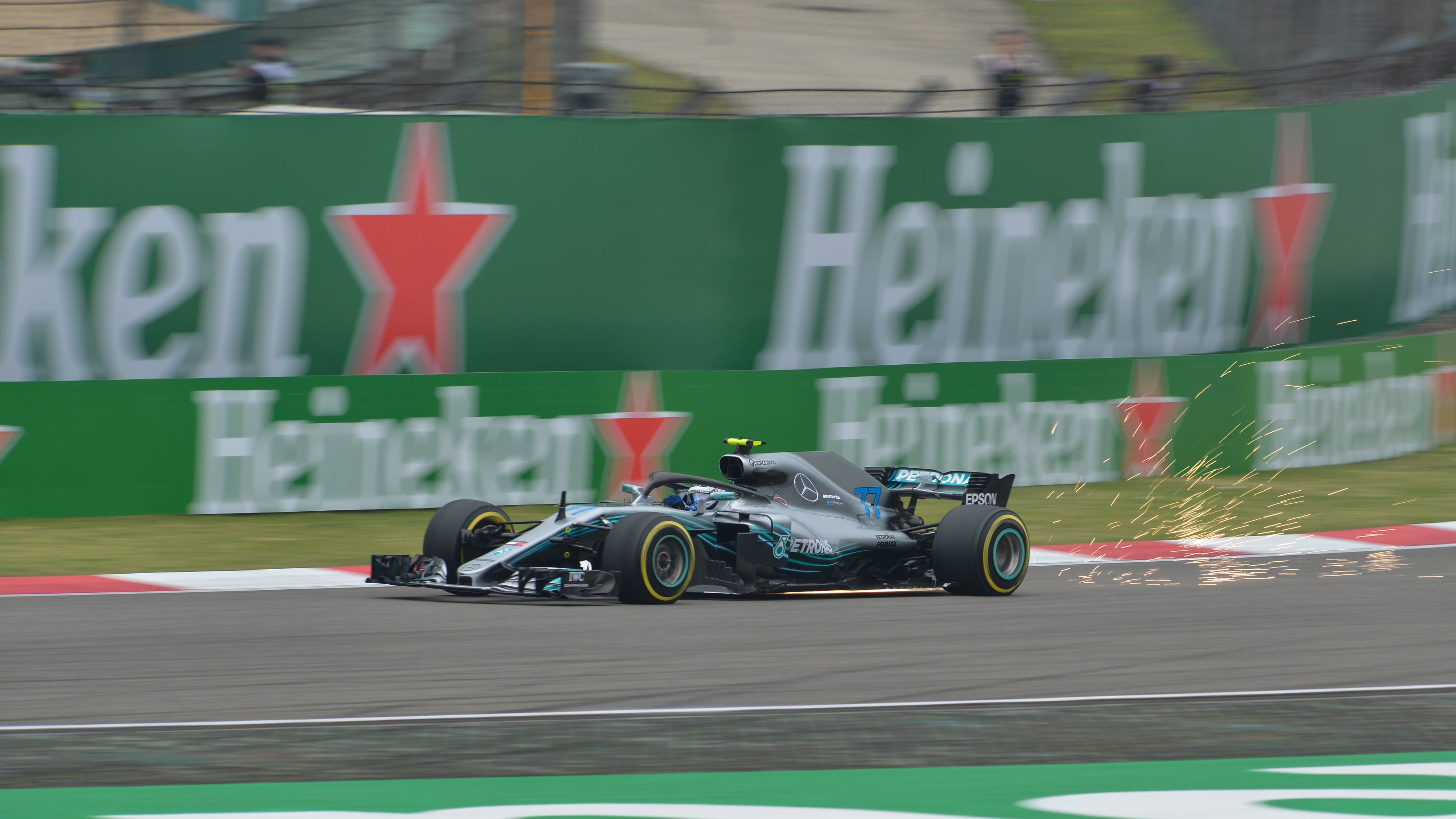
Bottas Funken sprühend beim Großen Preis von China
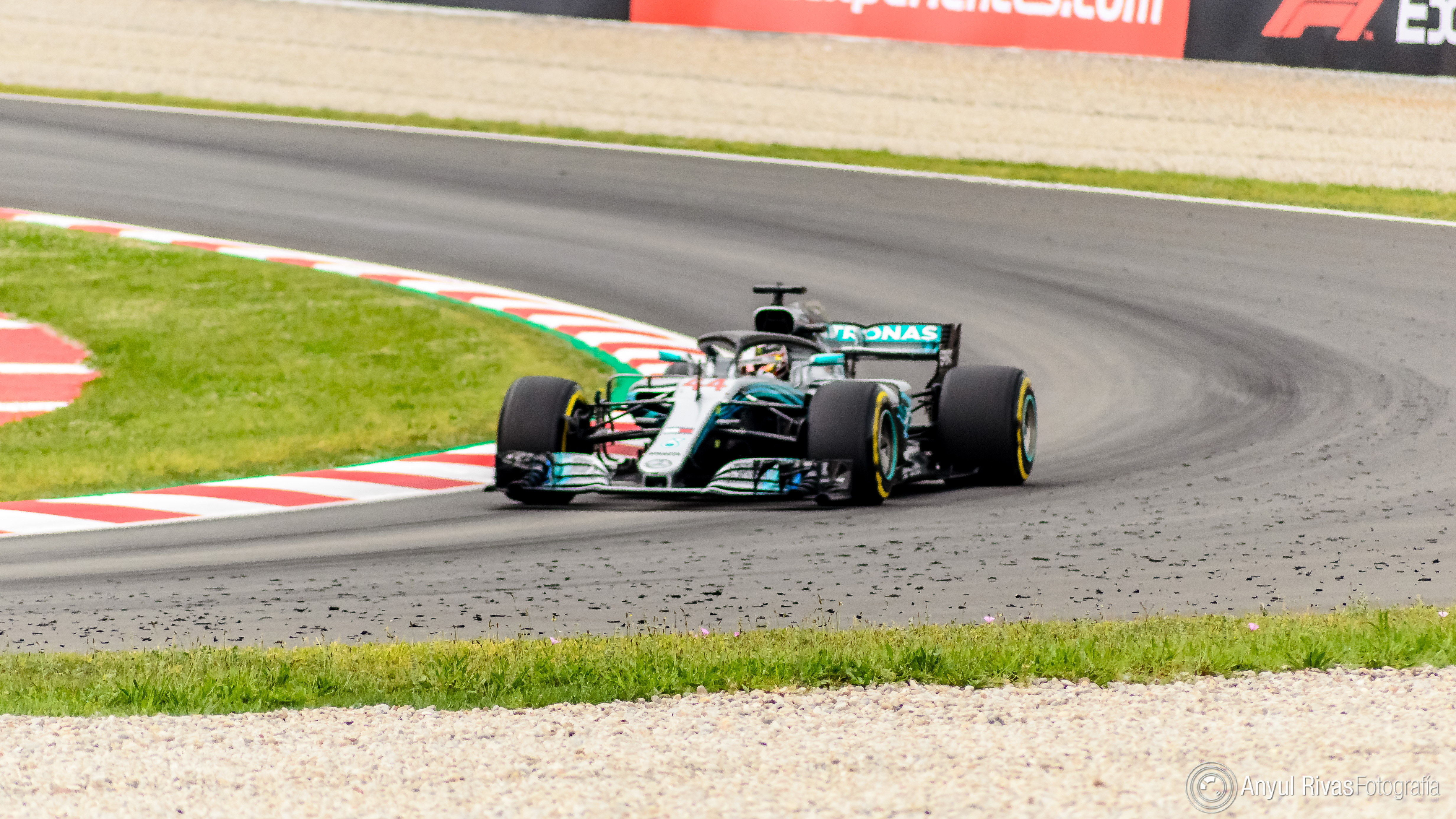
Hamilton im F1 W09 beim Spanien-GP
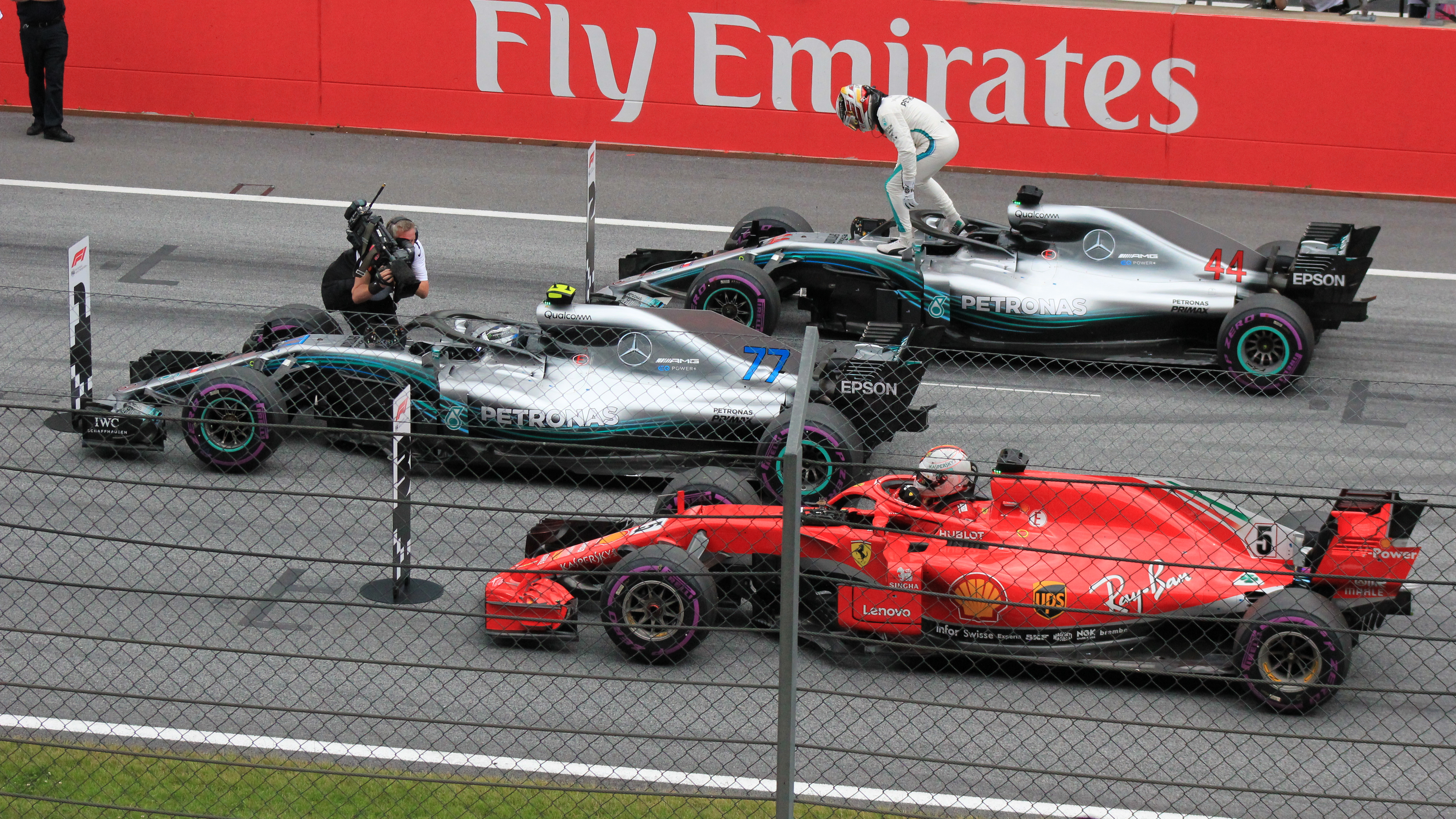
Die Top 3 nach dem Qualifying zum Österreich-GP
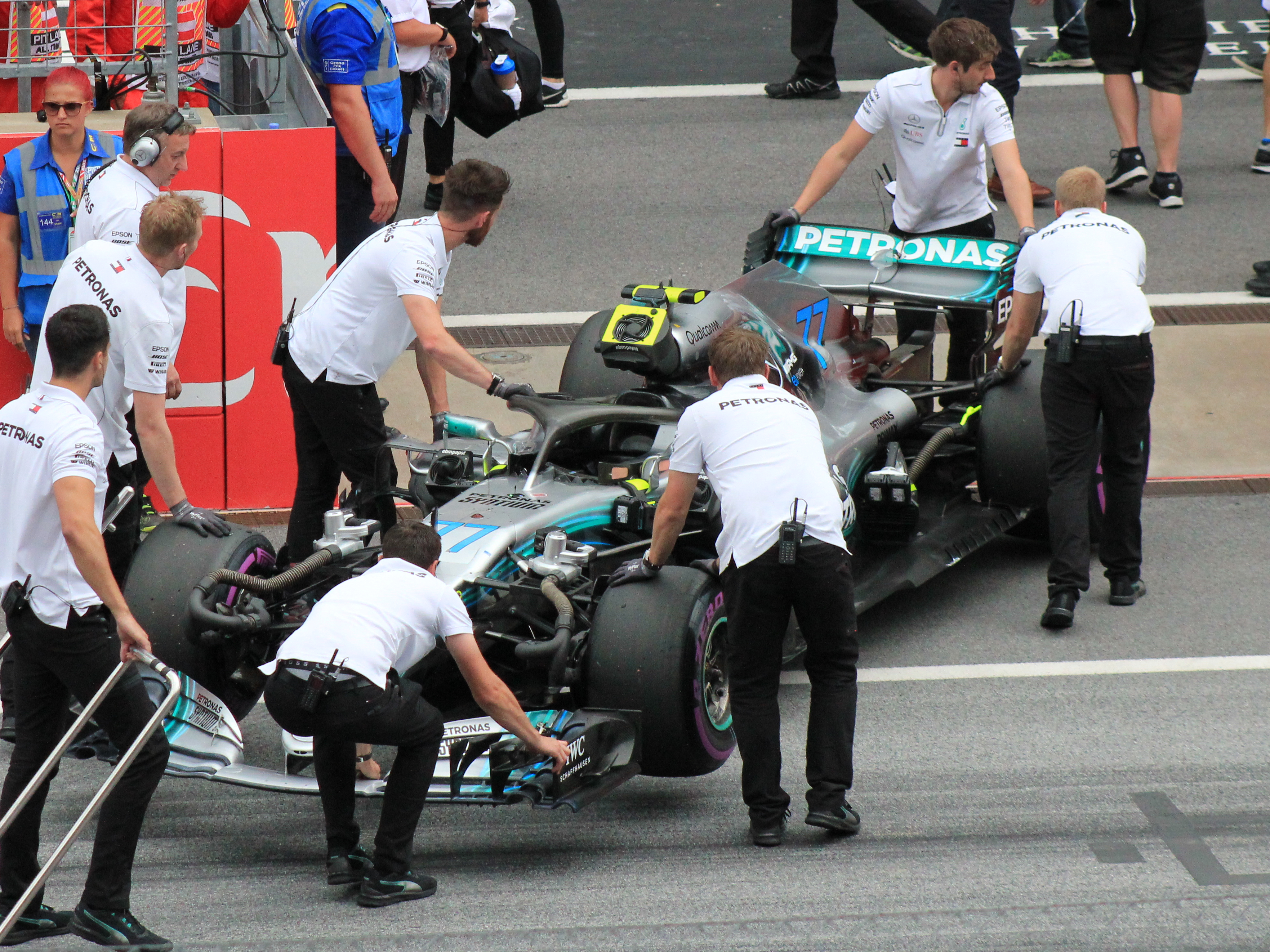
F1 W09 auf dem Grid beim Österreich-GP
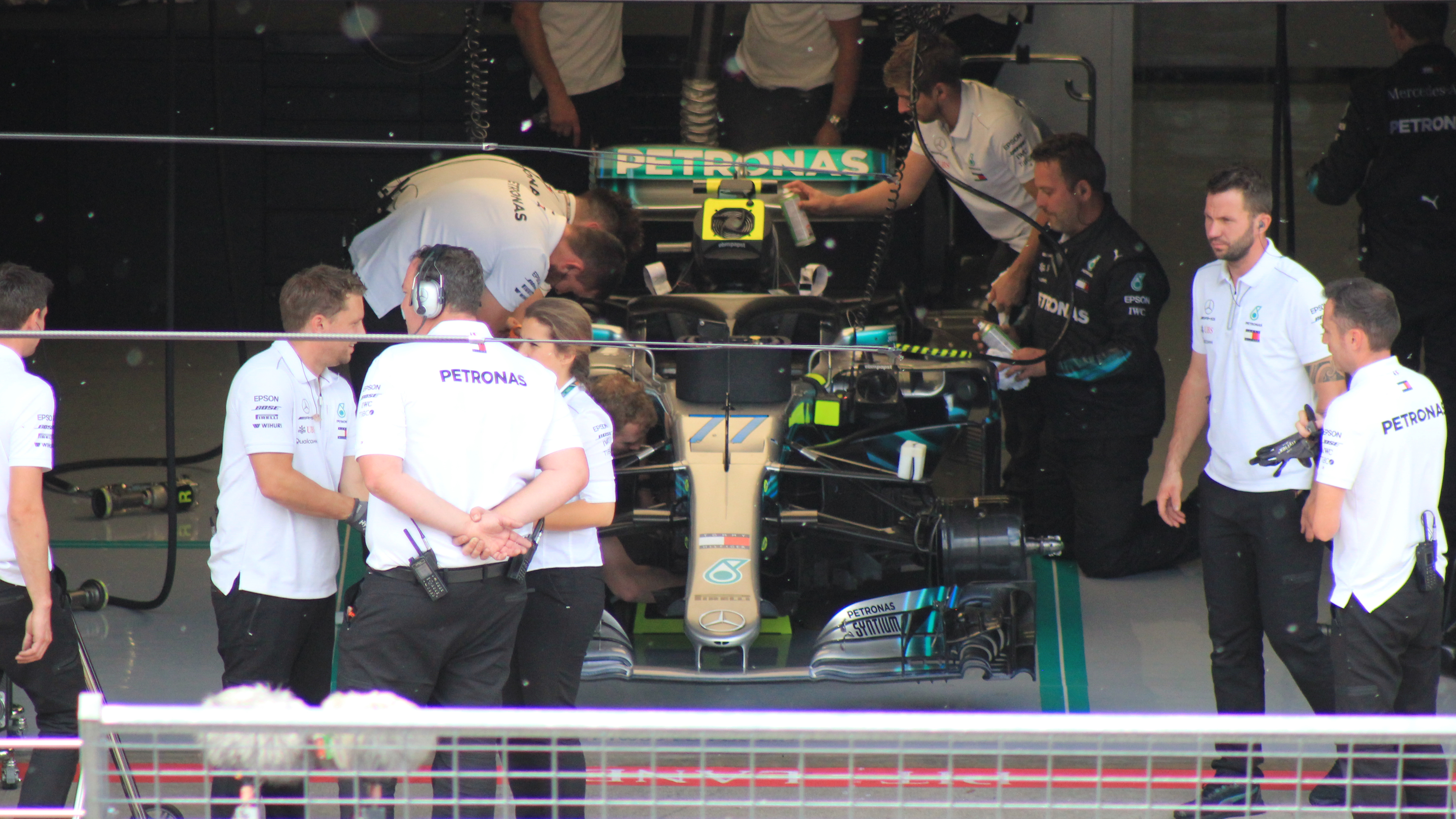
F1 W09 in der Garage beim Österreich-GP